# (11379) Flaubert
(11379) Flaubert est un astéroïde de la ceinture principale.

## Description
(11379) Flaubert est un astéroïde de la ceinture principale. Il fut découvert par Eric Walter Elst le 21 septembre 1998 à l'ESO. Il présente une orbite caractérisée par un demi-grand axe de 2,64 UA, une excentricité de 0,22 et une inclinaison de 4,27° par rapport à l'écliptique.
Il fut nommé en hommage à Gustave Flaubert (1821-1880), écrivain français.